# Kriminalfall Eifel
Der Kriminalfall Eifel ist ein Mordfall, der sich im Januar 2012 im Landkreis Euskirchen ereignete.

## Tathergang und Entdeckung
Der Kfz-Mechaniker Ralf S. führte in Sötenich (Gemeinde Kall) zusammen mit seinem Vater eine Autowerkstatt. Er war seit einigen Jahren mit dem Schrotthändler Johann P. (32) aus Mechernich befreundet. Am 17. Januar 2012 kam es im Keller der Werkstatt aus finanziellen Gründen zu einem heftigen Streit zwischen den beiden, in dessen Verlauf er mit seiner Schrotflinte zweimal auf Johann P. schoss und dabei Genick und Herz mit tödlicher Wirkung traf. Unmittelbar danach beseitigte der Täter den Leichnam.
Es gilt als erwiesen, dass Ralf S.  in seinem Wohnort mindestens sechs Mitwisser/Helfer hatte, die er in das Geschehene eingeweiht hatte und die insgesamt 13 Tage lang Stillschweigen darüber bewahrten. Der Vater half bei der Reinigung des Kellers, ein Schulfreund versteckte den Leichnam über mehrere Tage hinweg in einem Anhänger in seiner Garage, ein weiterer Bekannter zersägte die Tatwaffe und warf sie nahe der Rurtalsperre in den Rursee. Zudem sollen auch die damalige Ehefrau von Ralf S. und zwei weitere Dorfbewohner über das Verbrechen bereits informiert gewesen sein. Die Ehefrau von Johann P. erstattete schließlich am 19. Januar 2012 bei der Polizei eine Vermisstenanzeige, nachdem ihr Mann zwei Tage lang nicht mehr heimgekehrt war. Sie war zu diesem Zeitpunkt schwanger.
Am 30. Januar 2012 fuhren Ralf S. und ein Bekannter den Leichnam in einem Anhänger zu einer Mülldeponie nach Erftstadt im angrenzenden Rhein-Erft-Kreis. Der dort zuständige Mitarbeiter entdeckte jedoch noch am selben Tag den Leichnam und informierte die Polizei. Daraufhin legte Ralf S. ein umfassendes Geständnis ab und saß ab diesem Zeitpunkt in Untersuchungshaft. Seine Ehefrau verkaufte kurze Zeit später das Haus in Sötenich und zog mit den zwei gemeinsamen Kindern in einen anderen Ort. Die Ehe wurde später geschieden.

## Juristische Aufarbeitung
Der Prozess fand ab August 2012 vor einer Schwurgerichtskammer des Landgerichtes Aachen statt. Ralf S. wurde am 22. Oktober 2012 wegen Mordes (§ 211 StGB) aus Heimtücke zu lebenslanger Haft verurteilt. Sein Verteidiger hatte auf sechs Jahre Haft wegen Totschlags plädiert. Ralf S. behauptete immer, dass er in Notwehr gehandelt hatte. Nur wenige Tage nach der Urteilsverkündung ging er in Revision und forderte bis zu seinem Tod die Wiederaufnahme des Verfahrens, wozu es jedoch nie kam.
Vier seiner sechs Mitwisser/Komplizen wurden zu Bewährungsstrafen oder Geldstrafen verurteilt.
Ralf S. wurde aus gesundheitlichen Gründen im Mai 2018 aus der Haft entlassen und starb im September 2018 im Alter von 53 Jahren an einer Krebserkrankung. Er wurde Anfang Oktober 2018 auf dem Friedhof in Sötenich beigesetzt.

## Mediale Rezeption
Der Fall erregte deutschlandweit sowie auch in den französischsprachigen Medien eine hohe Aufmerksamkeit. Er wurde in den Tageszeitungen zumeist als Kriminalfall Eifel, Mord in der Eifel oder Mörderische Dorfgemeinschaft in der Provinz betitelt.
Im Jahr 2015 produzierte der WDR einen Dokumentarfilm über diesen Fall mit dem Titel Mord in der Eifel: Vom Dorf vertuscht.